# Heart of the universe
Heart of the universe is een studioalbum van Ton Scherpenzeel. 

## Inleiding
Het album kwam tot stand in een periode dat Scherpenzeel werkte voor de Britse muziekgroep Camel. Uit die band kwam Chris Rainbow om sommige liedjes in te zingen. De grotendeels instrumentale muziek heeft echter weinig van doen met de muziek van zowel Kayak en Camel; er is weinig progressieve rock te horen. De grootste afwijking ten opzichte van het genoemde genre was het gebruik van drummachines. Opnamen vonden plaats in de Bullet Sound Studio in Nederhorst den Berg; mastering bracht Scherpenzeel en consorten in verbinding met Herman van Veens Harlekijn in Utrecht. Bert Ruiter, normaliter basgitarist van Earth & Fire, trad hier naar voren als muziekproducent. Alle teksten werden medegeschreven door Irene Linders, vrouw van Scherpenzeel.

## Musici
- Ton Scherpenzeel – toetsinstrumenten (Prophet 5, Yamaha DX7, Korg polysix, Roland Juno-60, minimoog, piano)
- Chris Rainbow – zang (tracks Heart of the universe, Time to change, Waiting for the night, Face in the crowd en The look-out)
- Ton op 't Hof – drumstel (speelde onder meer bij Sandy Coast en Heart)
- Jos Hermeler – percussie

## Muziek
| Nr. | Titel                                                             | Duur |
| --- | ----------------------------------------------------------------- | ---- |
| 1.  | Heart of the universe (M: Scherpenzeel, T: Scherpenzeel, Linders) | 7:31 |
| 2.  | Time to change (M: Scherpenzeel, T: Scherpenzeel, Linders)        | 4:12 |
| 3.  | Rubicon (M: Scherpenzeel)                                         | 3:30 |
| 4.  | Waiting for the night (M: Scherpenzeel, T: Scherpenzeel, Linders) | 4:09 |
| 5.  | Wallflower (M: Scherpenzeel)                                      | 2:20 |
| 6.  | Face in the crowd (M: Scherpenzeel, T: Scherpenzeel, Linders)     | 5:17 |
| 7.  | Elegy (M: Scherpenzeel)                                           | 4:02 |
| 8.  | The look-out (M: Scherpenzeel, T: Scherpenzeel, Linders)          | 3:20 |
| 9.  | Dreams (M: Scherpenzeel)                                          | 4:36 |
| 10. | Wheels (M: Scherpenzeel, Andrew Latimer)                          | 4:31 |

Een sterk ingekorte versie van Heart of the universe (4:15) werd op single uitgebracht met op de B-kant Rubicon. Frits Spits gebruikte het titelnummer voor programmaonderdeel Vakantiegids uit zijn De Avondspits.
Het zou zeven jaren duren voordat Scherpenzeel weer solowerk zou afleveren; het ging om muziek bij een televisieprogramma (. Heart of the universe werd nadat het een lange periode uit de handel was in 2001 heruitgegeven via eigen beheer van Scherpenzeel.